# Podlanica
Podlanica može označavati:
- Podlanica, komarča, Sparus aurata L., 1758, vrsta ribe iz porodice Sparidae
- Podlanica, Caucalis L., bijni rod iz porodice  Apiaceae